# Chiesa di Sant'Apollonia (Ferrara)
La chiesa di Sant'Apollonia è un edificio religioso sconsacrato a Ferrara che è stato eretto nel XV secolo poi ricostruito nel 1612. La sua sconsacrazione è avvenuta attorno al 1983 e sino a quel momento è stata una chiesa sussidiaria della parrocchiale di Santa Francesca Romana. Si trova in via XX Settembre.

## Storia
La costruzione del primo piccolo edificio fu voluta dalla confraternita della Morte (o dei Battuti Neri) nel XV secolo. Oltre due secoli più tardi, nel 1612, venne riedificata, come oratorio, con forme ampliate e rispettando una pianta classicheggiante ottagonale.
Nuovamente, nel 1662, venne ingrandita, grazie ad un lascito, ed assunse le dimensioni che ci sono pervenute grazie all'intervento progettuale di Francesco Mazzarelli. Durante il periodo dei lavori di ampliamento e ricostruzione fu affidata ai frati francescani del terzo ordine. Il 16 marzo  1693, dopo l'avvenuta ricostruzione, venne benedetta.

## Descrizione
Il portale della chiesa, sino al 1839, apparteneva alla demolita chiesa dello Spirito Santo. Questa era stata costruita fra il 1616 e il 1625 poi sconsacrata, utilizzata anche come magazzino e il suo portale venne donato al comune di Ferrara che lo fece sistemare sulla facciata classicheggiante del tempio.
Attorno al 1924 la chiesa del Buon Amore fu demolita e la Madonna del Bastione, che vi si trovava, fu trasferita in Sant'Apollonia. Era arricchita da un organo settecentesco opera di Domenico Fedeli. La pianta ottagonale della sua sala è caratteristica e l'ha resa un monumento unico nella città estense.

## Utilizzo
La chiesa è rimasta chiusa sin dal 1975 e pochi anni dopo è stata sconsacrata. Per un certo periodo è caduta in un grave stato di abbandono e degrado sino a quando è rientrata in un progetto di restauro e riqualificazione per l'utilizzo dei suoi interni come nuovo spazio espositivo del vicino museo archeologico nazionale di Ferrara.

## Leggenda di Buonmercato
Sotto uno degli altari è custodito il corpo del chierico Buonmercato ucciso nel 1378 e un tempo venerato come santo trasferito dalla soppressa chiesa di S.Vito nel 1909.